# Майкл Андерсон Перейра да Сілва
Майкл Андерсон Перейра да Сілва або просто Майкл (порт.-браз. Michael Anderson Pereira da Silva; нар. 16 лютого 1983, Сан-Каетану-ду-Сул, Бразилія) — бразильський футболіст, півзахисник «Боа».

## Життєпис
Майкл розпочинав свою кар'єру в молодіжній команді «Санту-Андре», проте першою його дорослою командою був «Крузейру». У 2004 році футболіст перейшов у «Палмейрас», де спочатку грав в команді «Б», а потім і дебютував в головній команді. З приходом в команду тренера Кайо Жуніора, Майкл був переведений у центр півзахисту, де за власними словами, показував свою найкращу гру в кар'єрі.
Влітку 2007 року Майкл за 4 млн доларів перейшов у київське «Динамо». Майкл дебютував на стадіоні імені Валерія Лобановського в товариському матчі проти «Мілана» в рамках святкування 80-річчя «Динамо». Продемонстрував швидкісні якості й філігранну техніку. У першому домашньому матчі сезону 2007/08 років проти «Арсеналу» на поле в складі «Динамо» вийшли п'ять бразильців — Родріго, Корреа, Майкл, Рінкон і Клебер. У цьому матчі Майкл відзначився дублем. Однак пройшло менше ніж півроку, і на матч зі «Спортингом» в Лісабон кияни полетіли без жодного представника країни пентакампеонів. Всі вони на той час перебували у відпустці — в Бразилії — з офіційним діагнозом «травма». Наприкінці 2007 року «Динамо» очолив Юрій Сьомін, який ґрунтовно почистив склад. Команду покинули відразу три бразильці — Родріго, Клебер і Рінкон, а Майкл був переведений в дубль, але вже через півроку був відправлений з команди. Футболіст повернувся до Бразилії, де грав в оренді за «Сантус», «Ботафого», звідки пішов після конфлікту, «Фламенгу», де не мав достатньої ігрової практики та «Португеза Деспортус».
Надалі продовжив кар'єру в бразильських «Ріу-Прету», «Санту-Андре» й «Волта-Редонда».

## Досягнення
- Чемпіонат штату Сан-Паулу (Серія A2)
  -  Чемпіон (1): 2013